# یتسندورف
یتسندورف (به آلمانی: Jetzendorf) یک شهر در آلمان است که در بایرن واقع شده‌است.

## خصوصیات
یتسندورف ۲۱٫۷۲ کیلومترمربع مساحت دارد ۴۸۱ متر بالاتر از سطح دریا واقع شده‌است.